# Плен, Павел Михайлович
Павел Михайлович Плен (17.08.1875 — 1918) — русский морской офицер, участник подавления Боксёрского восстания в Китае (1900—1901), русско-японской и Первой мировой войны.
Павел Михайлович исповедовал православие, знал французский и немецкий языки. До 1916 года был холост — далее не известно.

## Биография
- 1891 год — Поступил в службу.
- 17 сентября 1893 года — окончил Морской кадетский корпус 46-м в классе. Мичман.
- 1895 года — окончил Морскую учебно-стрелковую команду.
- 1896 год — офицер на императорской яхте «Штандарт».
- 1897 год — 1898 год — офицер на крейсере «Память Азова»
- 1899 год — 1901 год — офицер канонерской лодки «Отважный». Участвовал в подавлении Боксёрского восстания в империи Цин. Во время взятия Инкоу, в чине лейтенанта возглавлял десант — сводный отряд моряков канонерских лодок «Гремящий» и «Отважный»[1].
- 5 декабря 1902 года — выведен в запас флота.
- 9 февраля — 11 июля 1904 года — вахтенный начальник крейсера «Баян», участвовал в обороне Порт-Артура.
- 11 июля — 10 сентября 1904 года — командир миноносца «Скорый».
- 2 — 3 ноября 1904 года — командир миноносца «Расторопный».
- 1906 год — командир миноносца №135.
- 1906 год — командир миноносца №136.
- 1907 год — 1909 год — старший офицер канонерской лодки «Бобр».
- 1909 год — командир эскадренного миноносца «Бдительный».
- 1909 год — 1912 год — командир эскадренного миноносца «Сильный».
- 6 декабря 1910 года — капитан 2-го ранга «за отличие».
- 19 ноября 1912 года — 1914 год — командир эскадренного миноносца «Донской Казак».
- 6 декабря 1914 года — капитан 1-го ранга «за отличие».
- 1915 год — командир крейсера «Адмирал Макаров».
- 10 августа 1915 года — начальник 5-го дивизиона миноносцев Балтийского моря («Эмир Бухарский», «Москвитянин», «Финн», «Всадник», «Доброволец», «Гайдамак», «Амурец», «Уссуриец»).
- 12 декабря 1916 года — командир линейного корабля «Слава».
- 7 июня 1917 года — командир линейного крейсера «Измаил».
- 1917 год — агент Добровольческой армии в Петрограде и член подпольной организации по отправке добровольцев на Дон.
- 1918 год — исполняющий должность инженера по учёту в Центральном народно-промышленном комитете.
- 6 августа 1918 года — арестован на своей квартире и взят вместе с М. К. Бахиревым в заложники Петроградской ЧК.
- 13 декабря 1918 года — расстрелян по приговору Петроградской ЧК, как член подпольной группы доктора В. П. Ковалевского. По другим данным утоплен в барже около Кронштадта осенью 1918 года вместе с остальными заложниками.

В. А. Белли характеризовал П. М. Плена как: 

«… боевой офицер, командовавший миноносцами в Порт-Артуре, отличный моряк и очень храбрый человек, что им было доказано во время русско-японской войны. Что же касается вопросов стратегии и тактики, то он ими интересовался мало… Он был исключительно вежлив, но высокомерен и неискренен, непрямой и непростой был человек… Подчиненные, в общем, его не любили, хотя и отдавали должное его храбрости и качествам моряка».
Также В. А. Белли вспоминал гибель П. М. Плена:

«В конце лета 1918 года большая группа бывших морских офицеров была арестована. Затем их погрузили на баржу, вывели на Большой Кронштадтский рейд, там открыли дно баржи, и все эти люди были потоплены. Знаю, что в их числе был капитан 1-го ранга П. М. Плен».

## Отличия
- Орден Святого Владимира 4-й степени с мечами и бантом (28.12.1900)
- Орден Святой Анны 4-й степени с надписью «За храбрость» (11.10.1904)
- Золотая сабля «За храбрость» (19.03.1907)
- Орден Святого Станислава 2-й степени с мечами (22.12.1908)
- Орден Святой Анны 2-й степени (02.12.1913)
- Мечи к ордену Святой Анны 2-й степени (24.12.1914)
- Орден Святого Владимира 3-й степени с мечами (19.01.1915)
- Офицерский крест ордена Почётного Легиона (1916)